# Agata Trzebuchowska
Agata Trzebuchowska, née le 12 avril 1992, est une actrice polonaise.

## Filmographie
- 2013 : Ida de Paweł Pawlikowski : Ida Lebenstein / sœur Anna

## Récompenses et distinctions
- Nommée pour le Prix du cinéma européen de la meilleure actrice de 2014
- Nommée Découverte de l'année lors du 16e Polskie Nagrody Filmowe
- Nommée Meilleure actrice lors du 27e Prix du cinéma européen -
- Meilleure actrice au 5e Festival de cinéma européen des Arcs
- Meilleure actrice au 5e Film Forum Zadar